# Almendro (San Juan de Bigote)
Almendro es un centro poblado peruano ubicado en el distrito de San Juan de Bigote, en la provincia de Morropón del departamento de Piura, al norte del Perú. En el 2017 tenía una población de 22 habitantes según el INEI.